# Football-Club Echallens 2017-2018
Questa voce raccoglie le informazioni riguardanti il Football-Club Echallens nelle competizioni ufficiali della stagione 2017-2018.

## Stagione
Nella stagione 2017-2018 l'Echallens, allenato da Alexandre Comisetti, concluse il campionato di 1ª Lega al 4º posto. In Coppa Svizzera l'Echallens fu eliminato agli ottavi di finale dal Lucerna.

## Rosa
| N. |                                 | Ruolo | Calciatore        |
| -- | ------------------------------- | ----- | ----------------- |
| 1  | Svizzera (bandiera)             | P     | Julien Hämmerli   |
| 1  | Svizzera (bandiera)             | P     | Luc Labarile      |
| 1  | Svizzera (bandiera)             | P     | Valentin Piot     |
| 3  | Camerun (bandiera)              | D     | Philemon Amougou  |
| 4  | Benin (bandiera)                | C     | Waidi Adam        |
| 5  | Svizzera (bandiera)             | D     | Esteban Parra     |
| 6  | Francia (bandiera)              | D     | Teddy Conesa      |
| 6  | Svizzera (bandiera)             | C     | Mickaël Mercier   |
| 6  | Svizzera (bandiera)             | C     | Jonathan Roder    |
| 7  | Svizzera (bandiera)             | C     | Thibaud Chevalley |
| 8  | Svizzera (bandiera)             | A     | Samuel Rime       |
| 9  | Svizzera (bandiera)             | A     | Baptiste Bersier  |
| 10 | Bosnia ed Erzegovina (bandiera) | A     | Mehmed Begzadić   |
| 11 | Francia (bandiera)              | A     | Fatah Ahamada     |
| 12 | Svizzera (bandiera)             | C     | Abilio da Veiga   |

| N. |                     | Ruolo | Calciatore         |
| -- | ------------------- | ----- | ------------------ |
| 14 | Francia (bandiera)  | D     | Steve Samandjeu    |
| 15 | Serbia (bandiera)   | C     | Aleksandar Bozic   |
| 16 | Francia (bandiera)  | C     | Saliminah Galokho  |
| 17 | Svizzera (bandiera) | C     | Damien Germanier   |
| 18 | Svizzera (bandiera) | P     | Léo Richard        |
| 19 | Svizzera (bandiera) | D     | Arbesjan Lekiqi    |
| 20 | Francia (bandiera)  | A     | Yassine El Allaoui |
| 21 | Svizzera (bandiera) | C     | Matthieu Campini   |
| 21 | Spagna (bandiera)   | C     | Pedro Jimenez      |
| 22 | Svizzera (bandiera) | D     | Guillaume Salvi    |
| 23 | Svizzera (bandiera) | D     | Christophe Debluë  |
| 24 | Albania (bandiera)  | A     | Ardian Osmani      |
| 25 | Svizzera (bandiera) | C     | Valentin Dupuis    |
| 30 | Svizzera (bandiera) | P     | Anthony Favre      |

## Organigramma societario
Area tecnica
- Allenatore: Alexandre Comisetti
- Allenatore in seconda: Nicolas Pollien
- Preparatore dei portieri: Yann Jeanmonod
- Preparatori atletici:

## Calciomercato

### Sessione estiva
| Acquisti | Acquisti         | Acquisti       | Acquisti |
| R.       | Nome             | da             | Modalità |
| -------- | ---------------- | -------------- | -------- |
| C        | Valentin Dupuis  | Bavois         |          |
| C        | Waidi Adam       | Thierrens      |          |
| A        | Mehmed Begzadić  | Azzurri 90     |          |
| C        | Aleksandar Bozic | Azzurri 90     |          |
| C        | Claude Kum Maka  | Siviriez       |          |
| A        | Sacha Luwawa     | AF Luc-Dorigny |          |
| D        | Esteban Parra    | Losanna U21    |          |

| Cessioni | Cessioni         | Cessioni         | Cessioni |
| R.       | Nome             | a                | Modalità |
| -------- | ---------------- | ---------------- | -------- |
| A        | Sacha Luwawa     | Dardania Losanna |          |
| A        | Axel Saunier     | Thierrens        |          |
| C        | Hyppolyte Réaut  | Vevey United     |          |
| D        | Bastien Varidel  | Thierrens        |          |
| C        | Aurélien Ziegler | Racing Besançon  |          |

### Sessione invernale
| Acquisti | Acquisti          | Acquisti   | Acquisti |
| R.       | Nome              | da         | Modalità |
| -------- | ----------------- | ---------- | -------- |
| C        | Saliminah Galokho | Azzurri 90 |          |
| D        | Arbesjan Lekiqi   | Azzurri 90 |          |

| Cessioni | Cessioni          | Cessioni           | Cessioni |
| R.       | Nome              | a                  | Modalità |
| -------- | ----------------- | ------------------ | -------- |
| C        | Claude Kum Maka   | Azzurri 90         |          |
| C        | Dereck Isabella   | La Sarraz-Eclépens |          |
| D        | Alexandre Veuthey | Étoile Carouge     |          |

## Risultati

### 1ª Lega

#### Girone di andata
| Arbitro: | Skalonja |

|              |           |  |
| Begzadić 66’ | Marcatori |  |

| Arbitro: | Odiet |

|                                      |           |             |
| Orsi 34’ Constantin 56’ Mehmetaj 68’ | Marcatori | 75’ Bersier |

| Arbitro: | Rogalla |

|             |           |                                                      |
| Allaoui 71’ | Marcatori | 20’ (aut.) Amougou 31’ (rig.) Daclinat 48’ Ukehaxhaj |

| Arbitro: | Dedukic |

|                           |           |  |
| Quintero 69’ Rebronja 90’ | Marcatori |  |

| Arbitro: | Bannwart |

|                  |           |  |
| Allaoui 11’, 58’ | Marcatori |  |

| Arbitro: | Tasdemir |

|                                   |           |                       |
| Bersier 23’, 44’ Allaoui 36’, 45’ | Marcatori | 66’ Qarri 79’ N'Diaye |

| Arbitro: | Bontempelli |

|                |           |  |
| Taugwalder 64’ | Marcatori |  |

| Arbitro: | von Mandach |

|                            |           |                 |
| Bersier 13’, 26’ Roder 64’ | Marcatori | 83’, 88’ Kituka |

| Arbitro: | Schmölzer |

|           |           |                           |
| Wyder 90’ | Marcatori | 69’ Bersier 76’ Samandjeu |

| Arbitro: | Kanagasingam |

|                     |           |                         |
| Begzadić 90’ (rig.) | Marcatori | 15’ Elefante 66’ Lolala |

| Arbitro: | Tasdemir |

|            |           |                          |
| Piller 15’ | Marcatori | 60’ Allaoui 80’ Begzadić |

| Arbitro: | Hajdarevic |

|             |           |                     |
| Ahamada 19’ | Marcatori | 6’, 44’, 56’ Zeqiri |

| Arbitro: | Schmölzer |

|                                       |           |  |
| Fernandez 37’ Dugourd 44’ (rig.), 50’ | Marcatori |  |

#### Girone di ritorno
| Berna 11 novembre 2017, ore 17:00 CET 14ª giornata | Young Boys II   | 0 – 0 referto | Echallens | Stade de Suisse (150 spett.)\| Arbitro: \| Michael Brunner \| |
| Arbitro:                                           | Michael Brunner |               |           |                                                               |

| Echallens 28 marzo 2018, ore 20:00 CEST 15ª giornata    | Echallens | 1 – 1 referto | Martigny | Stade des Trois Sapins |
| \| \| \| \| \| Bersier 77’ \| Marcatori \| 86’ Cakaj \| |           |               |          |                        |
|                                                         |           |               |          |                        |
| Bersier 77’                                             | Marcatori | 86’ Cakaj     |          |                        |

| Arbitro: | Ovcharov |

|              |           |                       |
| Ramadani 48’ | Marcatori | 83’ Veiga 90’ Bersier |

| Echallens 21 marzo 2018, ore 20:00 CET 17ª giornata                     | Echallens | 2 – 1 referto | Friburgo | Stade des Trois Sapins (220 spett.) |
| \| \| \| \| \| Allaoui 80’ Germanier 90’ \| Marcatori \| 38’ M'Sabeg \| |           |               |          |                                     |
|                                                                         |           |               |          |                                     |
| Allaoui 80’ Germanier 90’                                               | Marcatori | 38’ M'Sabeg   |          |                                     |

| Arbitro: | Dedukic |

|         |           |                  |
| Oke 26’ | Marcatori | 23’, 86’ Allaoui |

| Arbitro: | Michael Brunner |

|             |           |                      |
| Correia 88’ | Marcatori | 84’ (rig.) Samandjeu |

| Arbitro: | Grundbacher |

|                           |           |                   |
| Chevalley 87’ Bersier 90’ | Marcatori | 13’ (rig.) Acosta |

| Arbitro: | Rothenfluh |

|                                 |           |                                  |
| Moussilou 69’ Paçarizi 89’, 90’ | Marcatori | 18’ (rig.) Samandjeu 59’ Bersier |

| Arbitro: | Bosnic |

|                                |           |                             |
| Samandjeu 37’ Bersier 84’, 85’ | Marcatori | 45’ Alessandrini 71’ Gerber |

| Arbitro: | Roth |

|                                                    |           |                      |
| Elefante 13’ Bunjaku 14’, 89’ Protopapa 53’ (rig.) | Marcatori | 29’ (rig.) Samandjeu |

| Arbitro: | Tonini |

|                                      |           |                       |
| Begzadić 46’ Bersier 89’ Allaoui 90’ | Marcatori | 45’ Shalaj 61’ Nyangi |

| Arbitro: | Superczynski |

|             |           |                  |
| Schmidt 47’ | Marcatori | 37’, 75’ Bersier |

| Arbitro: | Ovcharov |

|            |           |                  |
| Dupuis 23’ | Marcatori | 77’, 90’ Dugourd |

### Coppa Svizzera
| Arbitro: | Schnyder |

|                         |           |             |
| Bersier 45’ Ahamada 81’ | Marcatori | 86’ Perrier |

| Arbitro: | Horisberger |

|                                  |           |                       |
| Samandjeu 53’ Begzadić 83’, 105’ | Marcatori | 23’ Doudin 75’ Kilezi |

| Arbitro: | San |

|                                |           |                                     |
| Allaoui 45’ (rig.) Veuthey 69’ | Marcatori | 20’ Demhasaj 46’ Ugrinić 86’ Vargas |

## Statistiche

### Statistiche di squadra
| Competizione   | Punti | In casa | In casa | In casa | In casa | In casa | In casa | In trasferta | In trasferta | In trasferta | In trasferta | In trasferta | In trasferta | Totale | Totale | Totale | Totale | Totale | Totale | DR |
| Competizione   | Punti | G       | V       | N       | P       | Gf      | Gs      | G            | V            | N            | P            | Gf           | Gs           | G      | V      | N      | P      | Gf     | Gs     | DR |
| -------------- | ----- | ------- | ------- | ------- | ------- | ------- | ------- | ------------ | ------------ | ------------ | ------------ | ------------ | ------------ | ------ | ------ | ------ | ------ | ------ | ------ | -- |
| 1ª Lega        | 42    | 13      | 8       | 1       | 4       | 25      | 21      | 13           | 5            | 2            | 6            | 15           | 22           | 26     | 13     | 3      | 10     | 40     | 43     | -3 |
| Coppa Svizzera | -     | 3       | 2       | 0       | 1       | 7       | 6       | 0            | 0            | 0            | 0            | 0            | 0            | 3      | 2      | 0      | 1      | 7      | 6      | +1 |
| Totale         | 42    | 16      | 10      | 1       | 5       | 32      | 27      | 13           | 5            | 2            | 6            | 15           | 22           | 29     | 15     | 3      | 11     | 47     | 49     | -2 |

### Andamento in campionato
| Giornata  | 1 | 2 | 3  | 4  | 5  | 6 | 7 | 8 | 9 | 10 | 11 | 12 | 13 | 14 | 15 | 16 | 17 | 18 | 19 | 20 | 21 | 22 | 23 | 24 | 25 | 26 |
| --------- | - | - | -- | -- | -- | - | - | - | - | -- | -- | -- | -- | -- | -- | -- | -- | -- | -- | -- | -- | -- | -- | -- | -- | -- |
| Luogo     | C | T | C  | T  | C  | C | T | C | T | C  | T  | C  | T  | T  | C  | T  | C  | T  | T  | C  | T  | C  | T  | C  | T  | C  |
| Risultato | V | P | P  | P  | V  | V | P | V | V | P  | V  | P  | P  | N  | N  | V  | V  | V  | N  | V  | P  | V  | P  | V  | V  | P  |
| Posizione | 4 | 9 | 11 | 12 | 10 | 7 | 9 | 8 | 5 | 6  | 5  | 7  | 10 | 11 | 11 | 9  | 6  | 3  | 6  | 5  | 6  | 4  | 6  | 5  | 4  | 4  |

Legenda:

Luogo: C = Casa; T = Trasferta. Risultato: V = Vittoria; N = Pareggio; P = Sconfitta.

### Statistiche dei giocatori
| W. Adam      | 24 | 0  | 3 | 0 |
| F. Ahamada   | 21 | 1  | 2 | 1 |
| Y. Allaoui   | 14 | 10 | 1 | 1 |
| P. Amougou   | 25 | 0  | 4 | 0 |
| M. Begzadić  | 24 | 4  | 4 | 0 |
| B. Bersier   | 19 | 15 | 4 | 0 |
| A. Bozic     | 20 | 0  | 5 | 0 |
| M. Campini   | 0  | 0  | 0 | 0 |
| T. Chevalley | 14 | 1  | 2 | 0 |
| T. Conesa    | 1  | 0  | 0 | 0 |
| C. Debluë    | 21 | 0  | 2 | 0 |
| V. Dupuis    | 17 | 1  | 2 | 0 |
| A. Favre     | 0  | 0  | 0 | 0 |
| S. Galokho   | 11 | 0  | 2 | 0 |
| D. Germanier | 24 | 1  | 4 | 0 |
| J. Hämmerli  | 0  | 0  | 0 | 0 |
| D. Isabella  | 0  | 0  | 0 | 0 |
| P. Jimenez   | 0  | 0  | 0 | 0 |
| L. Labarile  | 0  | 0  | 0 | 0 |
| A. Lekiqi    | 11 | 0  | 1 | 0 |
| S. Luwawa    | 0  | 0  | 0 | 0 |
| C. Maka      | 4  | 0  | 2 | 0 |
| M. Mercier   | 0  | 0  | 0 | 0 |
| A. Osmani    | 4  | 0  | 0 | 0 |
| E. Parra     | 4  | 0  | 0 | 0 |
| V. Piot      | 3  | 0  | 1 | 0 |
| L. Richard   | 24 | 0  | 1 | 2 |
| S. Rime      | 1  | 0  | 0 | 0 |
| J. Roder     | 14 | 1  | 4 | 0 |
| G. Salvi     | 10 | 0  | 1 | 0 |
| S. Samandjeu | 18 | 5  | 5 | 0 |
| A. Veiga     | 16 | 1  | 1 | 0 |
| A. Veuthey   | 12 | 0  | 4 | 0 |